# ایتور سانز
ایتور سانز (انگلیسی: Aitor Sanz؛ زادهٔ ۱۳ سپتامبر ۱۹۸۴) بازیکن فوتبال اهل اسپانیا است.
از باشگاه‌هایی که در آن بازی کرده‌است می‌توان به باشگاه ورزشی تنریف، باشگاه فوتبال رئال اویدو، و باشگاه فوتبال زامورا اشاره کرد.